# Aiulf Ier de Bénévent
Aiulf Ier de Bénévent est un duc lombard de Bénévent du VIIe siècle. 

## Biographie
Aiulf est le fils du duc Arigis, il succède à son père à la mort de celui-ci, en 641, bien que selon Paul Diacre « il n'avait plus ses esprits entiers et sains » après avoir absorbé une boisson qui lui avait été offerte par les « Romains perfides  de Ravenne » alors qu'il se rendait à Pavie rencontrer le roi Rothari. Aiulf ne règne que pendant un an et deux mois en 641/642 selon le « Chronicon Salernitanum » , avec l'appui de Radoald et Grimoald que son père considérait comme « ses propres fils » et qu'il avait chargé de l'aider dans son gouvernement. Aiulf  périt en luttant contre les Slaves qui avaient établi un camp près de « Sepontium ». Il est immédiatement vengé par Radoald  qui oblige les envahisseurs à s'enfuir de la région et lui succède sur le trône.

## Sources
- Gianluigi Barni, La conquête de l'Italie par les Lombards VIe siècle les événements. Le Mémorial des Siècles Éditions Albin Michel Paris (1975)  (ISBN 978-2-226-00071-2).
- Paul Diacre,  Histoire des Lombards vers 784/799, Livre IV.